# NGC 5479
NGC 5479 (другие обозначения — MCG 11-17-19, ZWG 317.16, NPM1G +65.0105, PGC 50282) — галактика в созвездии Малая Медведица.
Этот объект входит в число перечисленных в оригинальной редакции «Нового общего каталога».